# Midwest Division (National Basketball Association)
Midwest Division var en av fyra divisioner i den nordamerikanska basketligan National Basketball Association (NBA). Den bildades inför säsongen 1970/1971 och lades ner efter säsongen 2003/2004 på grund av att ligan utökades med tre nya divisioner (Southeast, Northwest och Southwest). Fem gånger vann lag från Midwest NBA-titeln, varav tre gånger på 1990-talet. Midwest Division var en av två divisioner som tillhörde Western Conference och innehöll följande sju lag den sista säsongen:
- Dallas Mavericks
- Denver Nuggets
- Houston Rockets
- Memphis Grizzlies
- Minnesota Timberwolves
- San Antonio Spurs
- Utah Jazz

## Divisionsmästare
| - 1971: Milwaukee Bucks - 1972: Milwaukee Bucks - 1973: Milwaukee Bucks - 1974: Milwaukee Bucks - 1975: Chicago Bulls - 1976: Milwaukee Bucks - 1977: Denver Nuggets - 1978: Denver Nuggets - 1979: Kansas City Kings | - 1980: Milwaukee Bucks - 1981: San Antonio Spurs - 1982: San Antonio Spurs - 1983: San Antonio Spurs - 1984: Utah Jazz - 1985: Denver Nuggets - 1986: Houston Rockets - 1987: Dallas Mavericks - 1988: Denver Nuggets - 1989: Utah Jazz | - 1990: San Antonio Spurs - 1991: San Antonio Spurs - 1992: Utah Jazz - 1993: Houston Rockets - 1994: Houston Rockets - 1995: San Antonio Spurs - 1996: San Antonio Spurs - 1997: Utah Jazz - 1998: Utah Jazz - 1999: San Antonio Spurs | - 2000: Utah Jazz - 2001: San Antonio Spurs - 2002: San Antonio Spurs - 2003: San Antonio Spurs - 2004: Minnesota Timberwolves |

## Midwest Division-titlar
- 11: San Antonio Spurs
- 6: Milwaukee Bucks
- 6: Utah Jazz
- 4: Denver Nuggets
- 3: Houston Rockets
- 1: Chicago Bulls
- 1: Dallas Mavericks
- 1: Kansas City Kings
- 1: Minnesota Timberwolves

## NBA-mästare från Midwest Division
- 1970/1971 - Milwaukee Bucks
- 1993/1994 - Houston Rockets
- 1994/1995 - Houston Rockets
- 1998/1999 - San Antonio Spurs
- 2002/2003 - San Antonio Spurs

## Lag som spelat i Midwest Division
Lagen i kursiv stil var de som spelade sista säsongen i Midwest Division
- Chicago Bulls mellan 1970 och 1980
- Detroit Pistons mellan 1970 och 1978
- Milwaukee Bucks mellan 1970 och 1980
- Phoenix Suns mellan 1970 och 1972
- Kansas City-Omaha Kings/Kansas City Kings mellan 1972 och 1985
- Denver Nuggets mellan 1976 och 2004
- Indiana Pacers mellan 1976 och 1979
- Utah Jazz mellan 1979 och 2004
- Dallas Mavericks mellan 1980 och 2004
- Houston Rockets mellan 1980 och 2004
- San Antonio Spurs mellan 1980 och 2004
- Sacramento Kings mellan 1985 och 1988
- Miami Heat mellan 1988 och 1990
- Charlotte Hornets mellan 1989 och 1990
- Minnesota Timberwolves mellan 1989 och 2004
- Vancouver Grizzlies mellan 1995 och 2001
- Memphis Grizzlies mellan 2001 och 2004